# جيمس جونسون (ضابط)
جيمس جونسون (بالإنجليزية: James Johnson)‏ هو ضابط جنوب أفريقي، ولد في 10 فبراير 1918 في بينوني في جنوب أفريقيا، وتوفي في 2 أكتوبر 1990.